# クルーズチェイサー ブラスティー
『クルーズチェイサー ブラスティー』（CRUISE CHASER BLASSTY）は、スクウェア（現・スクウェア・エニックス）より発売されたパソコン用のコンピュータRPG。本作は1986年4月26日にPC-8800シリーズ用ソフトとして発売された後、PC-9800シリーズ、X1で発売された。FM-7シリーズでも発売予定があったが中止になっている。
後に小説がホビージャパンと朝日ソノラマの2社より展開されている。それぞれゲーム版とは別設定の独立した物語であり、メディアミックスではなくリメイクと言うべき位置づけにあたる。
2013年5月2日、D4エンタープライズよりWindows向けソフト「Will -CLASSIC PC-GAME COLLECTION-(仮)」にPC-9801版およびPC-8801版が収録される事が発表され、タイトルも「CRUISE CHASER BLASSTY -CLASSIC PC-GAME COLLECTION-」に変更となった。
日本サンライズで高橋良輔が演出を担当したアニメが製作。その後スクウェアからのオファー時にゲーム版に企画とデザインが流用された。86年2月に最大１時間半程度のOVAとして内容も一新した企画書が書かれ、検討中の4月にホビージャパン連載の話が持ち上がり、ゴールデンウィーク前に連載が決定。86年8月号～88年5月号まで模型連動企画の小説版が連載された。その後90～92年にかけてヴィシャルデザインの一人である堀口滋によるソノラマ文庫（朝日ソノラマ）小説版が発売された。

## ゲーム版
反物質で外部から閉鎖された階層宇宙を舞台としたSFロボットRPG。クルーズチェイサーと呼ばれる登場ロボットのデザインと、戦闘シーンのアニメーション作画を、日本サンライズが担当した。キャラクターの目の部分だけを書き換えて瞬きする程度で「アニメーション」として売りになっていた当時、画面の4分の1という広いサイズを全面的に書き換えてアニメーションをした。
メカニックデザインは明貴美加。設定画のブラスティーの変形説明には本編に登場しない美少女キャラが描かれていた。
パッケージ内には付録としてキャラクターの設定資料集やBGMが収録されたソノシート、ステッカーが同梱されている。

### スタッフ
- シナリオ：坂口博信[4]、青木和彦
- ディスク＆サウンドプログラム：佐々木茂彦[5]
- 作曲：宇野尚[6]
- グラフィック：日本サンライズ、雪ノ浦美樹、中田浩美
- プログラム：三枝旬（PC-88）、若松真（PC-98）、小山隆史（X1）他
- 同梱サウンドトラックのシンセサイザーアレンジ：植松伸夫[7]

なお、アニメ制作の候補としては日本サンライズのほかに寺沢武一・安彦良和・宮崎駿が検討されていたが、3人には多忙につき断られ、残る日本サンライズがちょうどパソコン用ソフトの企画を検討していたため、お互いの利害が一致して決定した。

### ストーリー
閉鎖宇宙内に存在する宇宙ステーション「オンディーナ」はコミューンと呼ばれる中枢統括局に統治されていたが、それに反抗してゲリラ活動を行うインバースとの抗争が繰り広げられていた。オンディーナに生まれた主人公は、インバースと戦う賞金稼ぎ「インカー・マース」となり、敵を倒すことで得られる賞金を得て自分の機体を強化していく。
ストーリーの中盤ではインバースに寝返ってコミューンを倒すかどうかの選択肢があり、エンディングが2種類ある。

### ゲームシステム
ゲームシステムは『ウィザードリィ』と同様の3DダンジョンRPGである。人工物である宇宙ステーション内だけではなく、宇宙空間も一見広大な空間に見えるがゲーム内処理は3Dダンジョンである。「閉鎖された階層宇宙」との設定はここからきている。
宇宙空間では真正面に壁（反物質隕石）があるかどうかを表示するだけで左右は確認できない。そして実際はその場で左右旋回するだけなのに、画面では「旋回した後前進する」かのように表示されていたため、プレイヤーを混乱させた。さらに、自分が現在いる座標を確認する手段が発売当初は非公開だった隠しコマンドしか無かったため、目標物がまったくない宇宙空間内で自分の位置を見失うケースが相次いだ。救済措置のためか、当時のパソコン雑誌では発売早々にマップと隠しコマンドが掲載されている。
後発のPC-9800シリーズ版は、ハードの仕様の都合上BGMが存在しないが、座標表示機能の標準装備と左右旋回時の前進表示の削除といった改善がなされている。
戦闘中にはアニメーション演出が流れるが、オフに設定することも可能。
『FRONT MISSION ALTERNATIVE』には、レーザーカノン「ブラスティ」という武装ユニットが登場する。名前だけでなく形状も本作のブラスティーの肩部ユニット（ビークマヌーバー）に酷似している。
『ファイナルファンタジーIX』に登場する召喚獣「アーク」は、本作に登場するブラスティーをモチーフとしている。
また、『ファイナルファンタジーXIV』には可変機構を持つロボット系モンスターの「クルーズチェイサー」がとあるダンジョンで登場し、「コードネーム:ブラスティー」や「階差閉宇宙」など本作を意識したセリフを発する。

### 登場メカニック
BLASSTY（ブラスティー）
プレイヤーの操作する主人公メカ。ロボット形態のガンナー (GUNNER) と宇宙戦闘機形態のシューター (SHOOTER) に変形が可能。
AGRESS（アグレス）
初期型のメカ。
BAGRESS（バグレス）
BUBRAY（バブレイ）
高速移動をうりとするメカ。
CRUBRAY（クラブレイ）
バブレイの改良型。
CLASTER（クラスター）
戦闘機型のメカ。
DAGLASTER（ダグラスター）
E・D・D（イー・ディー・ディー）
高機動格闘戦に特化したメカ。なお、D・D（ディー・ディー）という機体を改良したという設定があるが、当該機体はゲーム本編に登場しない。
ELIXEN（エリクセン）
すべてのメカの長所を取り入れた最強兵器であり、4本の腕を持つ。未完成である。ブラスティーと同様に変形をする。
EL・DE・LAND（エル・ド・ラン）
閉鎖宇宙の統合制御システムである巨大な電子装置。分岐次第ではこれを破壊する羽目になる。

### プラモデル（ゲーム版）
グッドスマイルカンパニーより2020年5月にゲーム版ブラスティーのプラモデル「MODEROID クルーズチェイサー ブラスティー」が発売となった。ガンナー時全高175ミリで、ガンナー形態からシューター形態への変形を差し替えで再現。ゲームに付属した設定資料集の復刻版と、明貴美加が新デザインしたマーキング水転写デカールが付属する。

### 広報
ニュースサイト「AKIBA PC Hotline!」の佐々木潤によると、雑誌の紹介記事には、変形シークエンスを細かく撮影した連続写真が掲載されていたとされている。

### 反響
佐々木によると、J&P渋谷店においては、発売日の1986年4月26日だけでも100本も売れ、通販でも発売翌週の月曜日に100本以上が発送されたとされている。

#### 評価
佐々木潤は本作の実態が通常の3DRPGと変わらないとしつつも、発売当時はSFという要素があるだけで胸が躍ったと話している。
一方で、佐々木は宇宙空間には壁や目印が少ないがために迷子になりやすい点や、同じアニメーションを何度も見るうちに飽きてしまうという点を指摘している。
また、佐々木は最初に発売されたPC-8801mkIISR版に戦闘がなかなか終わらないというバグ同然の事象が発生していたことについても触れ、同バージョンにはあわただしい印象があったと振り返っている。

## 小説（ホビージャパン版）
「月刊ホビージャパン」において1986年8月号から1988年5月号にかけて登場メカのスクラッチモデルの作例記事や情景写真、イラストと併せて連載された。著者は平野靖士、キャラクターデザインは鈴木雅久。メカニックデザインは鈴木雅久&ヴィシャルデザイン。ヴィシャルデザイン（VISCIAL DESIGN）は当時サンライズにいたアルバイト大学生5人組の企画チーム。メンバーは堀口滋（後にソノラマ版を書く）、桑原弘（イラストレーターとしても参加）、鈴木宏郁、塚田延式、柳沢達彦（「ヴィシャルの"や"（"や"は○の中に"や"）」名義でモデラーとしても参加）。
イラストは鈴木雅久、中沢数宣などが担当している。また、モデラーとして千葉延雄、鎌田勝、女美由寿、和三朋宏、揚田幸夫、越智信善、野本憲一、秋山徹郎、伊藤宏之などが参加している。
小説本編の単行本は出ていないが、物語中盤までの模型作例を収録したムック本『HOBBY JAPAN別冊 CRUISE CHASER BLASSTY』が出版された。同書は2019年より電子書籍として販売されている。ゲーム版の設定である管理社会と反乱軍の戦いを引き継ぎつつ、太陽系を舞台にしアルファ・ケンタウリへの移民があったというソノラマ版の原型になる設定となっていた。
後のソノラマ版も含め、登場するメカのデザインはゲーム版のイメージを残しつつもリメイクされている。例えばブラスティーはゲーム版では足の裏に相当する部分が存在し自立できるデザインだが、小説版では劇中常に飛行・浮遊しており自立する必要がなく、足首がない尖った足をしている。
当時ファンサービスのギャグ番外編として「マニエルが主役で悪の組織パンドラーにさらわれたフレディをマニエルとアニタが救出に向う」というストーリーの「巡航追撃人マニエル」（主にヴィシャルデザインが文章担当）、フレディが主役の4コママンガ「おっとどっこいクリスティ」（鱗堂昇作）などが存在し、人気を集めていた。

### あらすじ
西暦2118年、地球は80年前の第三次世界大戦の戦災から復興し、独立した月面都市群・火星圏・木星圏らと共に太陽系連合国家「ソルランド」の一員となっていた。地球を統べる「監察庁」による管理社会の中で息苦しさを感じていたフレディは、学校内で何者かによって作られていた秘密の図書室を見つけ、その中に隠されていた過去の様々な書物や映像資料（現在は監察庁により禁書扱い）を見、人々が自由だった過去の時代や社会に思いを馳せるようになる。やがて彼は、監察庁が運用する戦闘兵器チェイサーを上回るクルーズ・チェイサー「ブラスティー」のパイロット・クリスティと出会い、彼女から補助要員としてスカウトされる。そして2人は、全太陽系の支配を目論む「監察庁」と火星の反監察庁抵抗組織「パンドラ」との戦いに巻き込まれる。

### 世界・勢力
地球大戦（第三次世界大戦)
西暦2038年に勃発し、2040年にかけて行われた、旧世界の東西大国間で行われた戦争。東西大国だけでなく、その同盟国も参戦し、地球全体を巻き込んだ核戦争に発展したことから、「地球大戦」とも呼ばれる。
この時点で既に土星までの各惑星は人類が進出しており、東西大国が力を振るっていたが、その二国を含既存の社会体制が崩壊したため、太陽系は惑星・航路とも混乱する。地球の環境は荒廃し、「地球再整備機構」の手で地球復興を目指すことになる。
遠因の一つとして、東西大国が協力してのアルファ・ケンタウリ合同調査船団が2036年に消息不明になったことが、互いに「相手国の破壊工作によるものではないか」という疑心暗鬼を呼び対立を深めて行ったことが挙げられる。
長老会
東西大国の重要人物たちが中心となって結成された組織で、自分達が望む支配世界を創るためにわざと核戦争を起こした。その後復興の名目で監察庁を起こし、冷凍睡眠せずに支配の陰謀を実行し続け、地球を彼らにとっての理想の管理社会に作り変えた。
ソルランド
各惑星系に進出した人類の平和的発展を願って設立された太陽系連合国家だが、各勢力間で対立が起こっている。
監察庁
地球を統一し管理する行政機関であり、事実上地球圏の立法・司法権も握る。2041年に第三次大戦後の混乱から復興を支援し人類を救済するためという名目で、地球の生き残りと火星圏、木星圏の人材で「地球再整備機構」という組織として作られたが、その正体は長老会の野望を実現するための支配機関である。2042年に「監察庁」と改称。
環状シティと呼ばれる管理用都市を作り、市民の出入りや生活を管理している。市民の詳細な個人データを持ち、各人に応じて管理しやすいよう様々なプログラムを施す。市民は配給される食事のメニューまで管理されているが、情報統制とプロパガンダが徹底しているためほとんどの市民はそれを正しいことと信じて疑わない。しかし時に現れる反抗的な市民に対しては弾圧・逮捕・拷問・洗脳・抹殺も辞さない。
市民の支配・弾圧のための道具としてチェイサーを開発・配備しており、圧倒的警察力・武力で地球市民や月面各都市へにらみを効かせている。さらに未だ支配出来ていない火星圏をも含め、将来的にはソルランド全域の支配を目論んでおり、そのための武力としてチェイサーを超える戦闘兵器クルーズチェイサーを開発した。
新技術の獲得のためスペックス（SPEX/SPECIAL EXPERIMENT＝特別試験開発機）計画を推進しており、多くの超技術はここから生まれた。このうち、インパルス・ドライブ、反重力装置、亜光速バイアス・ドライブなど一部が民間に解放されたものの、多くの超技術は存在を隠蔽し独占し続けている。
月のアルキメデス・クレーター基地に総本部があり、ここには全ての情報を集めたグランドコンピュータが設置されていｒ。また他の惑星の衛星軌道上などに複数の秘密基地を持ち、秘密裏にクルーズチェイサーの開発・建造を行っている。
地球第一都市クールー
南米のジャングルを切り開いて作られた新造都市で、監察庁の地球における拠点都市でもある。「環状シティ」と呼ばれる構造で都市全周は壁で囲われており、人々は監察庁の許可無しに壁の出入りをすることが出来ない。都市内部の気候を自由に調節できる。
都市中央には監察庁が建てた監視塔が市民を監視しており、先端に楕円形をした目のようなパーツが付いているため「目玉タワー」と呼ばれる。
地球上にはこのような都市が全部で15箇所存在し、いずれも監察庁によって管理・支配されている。
月面自治都市群
月のクレーター各地の地下都市群で、ソルランド憲法によりそれぞれ自治権を有している。一方で、監察庁の本拠地アルキメデスに近いこともあり、しばしば監察庁の横暴を受けてきた。そのため監察庁に反感を持つ市民が多いが、圧倒的武力の前に服従を余儀なくされることが多かった。
都市天井には人工太陽と呼ばれる陽光を模した照明が付けられている。
火星
惑星国家。2005年の大規模移民以来、大国の計画通りの開拓が行われていたが、地球大戦後に援助が途切れる苦しみを味わうが、混乱の間に漁夫の利を得る形で独立を達成した。
自由な気風を持ち、自由を求めて火星に来る者も多い一方、太陽系中からあぶれ者や犯罪者が流入してくるため治安が悪い。
火星政府は独立自治権を堅持し、監察庁の進入をかたくなに拒み続けている。
パンドラ
反監察庁の抵抗地下組織であり、監察庁による人民の管理・支配を良しとせず、これを打倒することを目的とする。監察庁から離反したアキーラ博士が設立した。火星のマリネリス渓谷にある大都市ハリウッドに本拠地を置く。監察庁のチェイサーに対抗するための戦闘マシン「アクティブ・マヌーバー」を開発・運用している。
アクティブ・マヌーバーやその輸送トレーラーなどの大型機材を怪しまれずに運用するための表の顔として、映画製作会社を営んでいる。実際に多くの映画を供給しており、利益は活動資金に回される。ハリウッドにあるスターワーク撮影所の地下に本拠地である秘密基地を持ち、兵器開発もここで行っている。
木星
惑星国家。2092年に独立を達成しており、一応の自治権を有するものの、監察庁と火星の有力企業に依存しているためそれらの立ち入りを拒否できずにいる。生活圏はガニメデをはじめとする衛星群であり、木星本星から水素やヘリウム等の資源を得てそれを輸出することで成立している。
衛星ガニメデは政治・経済ともに中立であり、ここにソルランドの最高司法機関である最高連邦裁判所が置かれている。重要犯罪や条約違反の自治を裁き、ここでの判決は監察庁であっても無視できない影響力を持つ。
キンブル事件
地球のコソ泥・キンブルが月面都市チコに逃亡した際、監察庁が月の自治権を侵し強制逮捕した事件。この時監察庁は令状が無かった為、ソルランド最高連邦裁判所に自治権侵害をとられ、逮捕は無効となった。
このことから監察庁は他自治権に進入を狙う際、何らかの陰謀で進入の口実を作ることを目論むようになる。
アルファ・ケンタウリ（ケンタウルス座アルファ星）
地球から4.3光年の位置にある最も近い恒星系。主星は（作中の表記によれば）トリマンA。
80年前、バイアス・ドライブを得た東西大国が協力し、居住可能惑星を求めて合同調査隊を派遣した。2035年に5隻の巨大宇宙船からなる調査船団が出航される。しかしその後2036年に消息不明となっているため、現地の様相は不明である。

### 主な登場人物
フレディ・沢木
地球の南米の都市クールーに住むハイ・S（高校に相当）の生徒。
すべてを監察庁に管理される生活に疑問を持っていたが、父親や友人らに理解されず悶々としていた。クリスティと「ブラスティー」と偶然出会い、ハイ・Sでバードの操縦講習を受けていたことからクリスティに操縦補助要員としてスカウトされ、この世界の真実を見知るための旅に出る。そして監察庁の野望とそれに翻弄される人々を見、何かをしなければと思うようになる。後に訓練によってパイロットの素質を開花させていく。当初は世間知らずの少年故に思慮が足らず、短絡的で幼い言動が目立つが、多くの体験を経て人間として成長していく。
クリスティ
ブラスティーのパイロット。愛称はクリス。三角形が二つ重なったデザインの髪留めを付けている。20代前半〜中頃に見えるが、80年前の第三次世界大戦以前に生まれ、冷凍睡眠によってこの時代に覚醒した。その後遺症で覚醒以前の記憶を失い、さらによく眠気に陥るようになる。マイペースかつ少々強引でわがままな性格をしている。普段はとらえどころの無い振る舞いだが、眠気の中でも有事の際には即覚醒し、あらゆる武器やチェイサーを操れる訓練された戦士である。
覚醒後、高度な戦闘・操縦技量を買われて監察庁で新型チェイサーのテストパイロットをしていたが、自分の過去の記録が月の監察庁グランドコンピューター内にあると知り、記録奪取を企てて自身がクールー基地でテスト中だったブラスティーを奪って脱走する。途中たまたま知り合ったフレディを自身が睡眠時の操縦補助をさせるためにスカウトする。その後パンドラと出会い、フレディと共に打倒監察庁のために協力することになる。
下着は上下一体のボディスーツ型で、しばしば下着姿のままうろついてフレディを困らせる。
80年前の「アルファ・ケンタウリ調査団」に同行するはずだったが、ある事情で行かなかった人物だという過去が、奪取した記録から判明した。消息を絶った調査団に恋人カークが参加しており、消息を知るためにアルファ・ケンタウリ行きを望むようになる。
アニタ・エバンス
フレディのクラスメートで、天真爛漫な性格をしている。フレディの他に唯一秘密の図書室の存在を知る人物で、しばしば二人で休憩場所にしていた。フレディは彼女を異性として気になっていたが、仲は良かったものの彼女はフレディをそこまでは思い至っていなかった様子。
地球の平和な生活を謳歌しており、フレディの疑問を理解できなかった。そのため図書室の秘密は守っていたものの資料を見てもその内容に興味を持たなかった。
ほぼ第一話のみの登場だったが女性キャラが少ないこととイラストの可愛さで人気が出たキャラ。人気に応えるように「巡航追撃人マニエル」ではマニエルの相棒として活躍する。
ロバート・沢木
フレディの父。もともと監察庁でスペックスの開発に当たっていた。その後、長老会からの指名でブラスティー再開発の指揮を執ｒ、開発中断でスクラップ同然だったブラスティーを最新クルーズチェイサーとして蘇らせた。その関係で担当テストパイロットであるクリスティとも面識があった。
真面目な性格で監察庁の管理を当然のことと思っていたが、やがて実態を知り愕然とする。
ニコライ・オダール署長
月面都市コペルニクスの警察署長。ブラスティーの進入を警戒するも、その後ドミストリィ部隊の横暴から市民を守って敵対するブラスティーの態度を認め、彼らに火星のパンドラとの接触をアドバイスする。
ハリス
パンドラの映画プロデューサー。飄々としているが、パンドラの意思に賛同する同志の一人。フレディとクリスティをアキーラ博士に引き合わせる。
アキーラ博士
技術者にしてパンドラのリーダー。クリスティと同じく80年前からの冷凍睡眠者の老人。
大戦後、最初のチェイサーであるSPEX-01アールドを設計するも、強力すぎる要求性能に監察庁内部でも「監察庁による太陽系統轄」の疑いを抱く者が増えて是非が分かれる。自身と開発チームは開発を反対したものの、長老会に無視されたため、制作チーム・設計データ・試作機・開発関連企業らすべてと共に秘密裏に火星へ脱出し、火星で反監察庁組織パンドラを作り上げる。
監察庁のチェイサーに対抗するためにSPEX-01アールドのデータを発展させ、機動兵器アクティブ・マヌーバーを開発した。
火星に来たフレディとクリスティに協力を求める。
ジョン・沢木
フレディの兄。大学時代から監察庁の管理に異を唱える学生運動に身を投じ、父との意見の相反から家出する。その後、パンドラにて戦闘部隊の中隊長となり、新型アクティブ・マヌーバー「ノクターン」のエースパイロットとなる。パンドラの表の顔の映画製作でも、虎縞塗装のアールドのパイロット役として映画に出演したこともある。
マニエル・ロマノフ
監察庁の尖兵であるクルーズチェイサーパイロット。
女だらけの家庭で生まれて姉たちに弄ばれた過去や女がらみのトラブルに巻き込まれた過去を持ち、女性に対して異様な憎しみを持つ。当初はチェイサー・ドミストリィ部隊の隊長だったが、凶暴な性格が尖兵に向いていると上層部に判断され、クルーズチェイサーを与えられブラスティー抹殺のために送り込まれる。月面でブラスティーと敵対した際、そのパイロットが女性であると知り敵意を燃やし、以来執拗に最新鋭機でフレディ達の前に立ちふさがる。
連載当時主役の二人並みに人気のあったキャラで、ギャグ番外編の短編「巡航追撃人マニエル」数編が作られた程だった。ネーミングの元ネタは本作の企画当時活躍していた外国人プロ野球選手から。
太っちょリー
ドミストリィ部隊隊員、マニエルの部下。あだ名どおりの体形だが気は小さい。横暴なマニエルの下で無茶ばかり言われて気苦労が絶えなかった。
エイドリアン・グリド
若きエリート出身のクルーズチェイサー・パイロット。黒髪眼鏡の青年。常に冷静沈着だがその出生は謎に包まれている。マニエル同様打倒ブラスティーに執念を燃やす一方、粗暴なマニエルを見下しており、彼とは犬猿の仲である。
マイネ
監察庁の長官室長で、拉致・監禁・拷問・抹殺など、監察庁の裏の仕事の手配を行う。長老会からの便利な犬扱いに甘んじているが、将来は彼らに代わり監察庁の実権を握ろうと目論む。
グレゴリィ将軍
監察庁の支配者である7人の老人による「長老会」のリーダー。齢百数十歳で車椅子に乗り、体調を補助機器で補う片目の老人だが、眼光は鋭い。
自らの野望である太陽系の完全支配の障害となるパンドラと裏切り者であるブラスティーを抹殺すべく、陰謀によって名目を作り火星に新型クルーズチェイサーを含む侵攻艦隊を送り込む。
なお、彼以外の長老会のメンバーは下記の通り。
- マルーザ女史
- マテス博士
- ジョサ参謀
- クローチェ博士
- リュウ博士
- ハスフォード博士

カーク
クリスティの恋人で、80年前のアルファ・ケンタウリ調査隊に参加していたが、調査船と共に消息を絶つ。誠実な性格で彼女を支える包容力を持っていた。
ジャック
クリスティの監察庁テストパイロット時代を描いた外伝「熱き心」（作：鈴木宏郁）に登場。監察庁のテストパイロットで、彼女の上司にあたる。彼女をパイロットとして鍛え、心得や気質を教え込む。そして、成長著しいクリスティにパイロット魂を刺激され、彼女のブラスティーに対しチグリフォーンで太陽近辺での訓練と偽った一騎討ちを挑む。

### メカニック
チェイサー（CHASER 追撃機）
監察庁が使用する主力戦闘兵器。反重力機関で浮遊し、核融合ロケット推進インパルス・ドライブで推進する。一般市民からは「翼のない鳥」という意味で「バード」とも呼ばれる。
防御装置ポイント・デフレクターで防御シールド（対エナジー・バリアー）を張ることができるほか、レーザー砲や魚雷、巻き上げワイヤー付き射出アンカーであるキャッチデバイスといった強力な武器を搭載されている。
白バイ的小型マシン・ケストリィ、5枚の翼を持つカニのような汎用パトロール機ブロムレイ、その強化型クラブレイ、3本の槍を持つ戦闘機ドミストリィ、4本の脚を持つ次世代汎用戦闘機ディスタン、その進化型で4枚の翼を持つディスタンIIが存在する。
最初のチェイサーであるSPEX-01アールドは画稿と設定のみ登場している。以降のチェイサーはスペックスの成果技術によって開発されているが、基本的に量産機であり、ワンオフの試験機であるスペックスには分類されない。
ケストリィ以外のすべてのチェイサーは共通規格の円筒形エアロック兼伸縮式ドッキングロックを装備しており、チェイサー同士は宇宙空間でのドッキングと乗員同士の内部移動が可能。
機体名称の頭文字アルファベットが各機体の開発技術段階を示しており、A→B→C…と進んだ物ほど進化した機体ということになる。これはクルーズチェイサーも同様である。
クルーズチェイサー（CLUISE CHASER 巡航追撃機）
監察庁がスペックス（特別試験開発機）計画の中で得られた技術を導入・開発した最新鋭次世代チェイサーである。基本的に量産を前提としないワンオフ機で、SPEX-07ブラスティー、08チグリフォーン、09コレオプテールの3隻を指す。外観デザインは「次元」をモチーフにしており、07は「3本の槍と球（3次元）」、08は「2本の槍と平面（2次元）」、09は「1本の槍と円（1次元）」を持ち、表向きは民衆に戦後復興後のソルランドの明るい未来を指し示そうとした。これはチェイサー群の配備で監察庁が他自治権から太陽系統括の野望を疑われる中でさらなる兵力増強を進めるため、人々の意識を明るい未来に向けるために機体をイメージリーダーに仕立てた欺瞞であった。
その正体は、監察庁が太陽系全域を完全支配するための尖兵となる機動兵器であり、流麗な巡航形態（クルーズフォーム）から人型の高機動形態（スペシャルフォーム/高機動フォーメーション）に変形し、数々の強力な武装で敵対勢力を撃破する、
クルーズチェイサーは基本的にチェイサーの装備はすべて持っている。さらに掌に付けられフレキシブルに射角を変えられるアームレーザー、大口径レーザー砲、強力な核レーザーである原子放射線砲（原子砲）等を装備する。共通規格のエアロックの他、コクピットを加圧・減圧してキャノピーを開放するエアロックとすることもできる。
スペシャルフォーム時の頭頂高は約30 m前後。自重は200 t前後。
ブラスティー (SPEX-07　BLASSTY)
単独外宇宙探査用クルーズチェイサー。巡航形態では3本の槍と2個の球の合わさった流麗な形状で「3次元」を象徴する機体。高機動形態では背中に球体を、右肩から長いビークマヌーバーを生やした、脚の長いスマートな人型となる。コクピットは左胸部、タンデム複座。前席がパイロット用、後席がコ・パイロット用。腰部デフレクター発生器の円筒数は4本。カラーリングは白を基本に、手足には白地にグレーのツートン、境目ラインに青が入る。ラウンドグローブは青とグレーのツートン。
長老会の求める外宇宙探査機の要求により開発され、恒星間航行用超光速推進システム、バイアス・ドライブが搭載された。また長期単独航行のために防御性能と長期生活用の装備が充実している。
開発当初、高度な要求性能を満たすための技術が未だ成熟していなかったこともあり開発が難航、計画は一時中断され、未完成の機体は倉庫に放置されていた。廃棄処分されそうになっていた時、長老会はロバートに開発再開命令を出す。スペックス計画機の充実による各種理論の成熟とロバート・沢木の手腕によって、機体は高度な最新鋭機として蘇った。最新鋭機でありながら頭文字が初期段階の「B」なのはこの事情による。またスペシャルフォームへの変形機構を初めて導入した機体であり、本機での成功により以降の機体に継承され発展していった。
デフレクターの他に船体全域を耐環境シールド（保護シールド）で覆っている。これは磁気反発力で宇宙塵・宇宙線などを弾き返すもので、防御力が高い。また、緊急時には星間物質を吸収して推進剤とする磁場吸引シールドが用意されている。
背部（巡航形態では尾部）にクルーズキャビンを装備。乗員二名が長期生活できる。キャビンには共通規格の主エアロック、ベッド兼冷凍睡眠装置×2（上下2段）、宇宙服収納庫兼個人用簡易エアロック×2（収納されている宇宙服は腰部全周が推進器ベルトが覆い太めなため「おむつ宇宙服」と呼ばれる）、フレキシブル・シャワー・ルーム（シャワー、トイレ、洗濯機を兼ねる装置）、簡易キッチン等も装備。排泄物は濾過され一部が飲料水や簡易食に還元される。フード・サプライヤーは搭載された食料から合成食をパレットに形成する。キャビンとコクピットとの間の通路・コクピットコリドー（バキューム通路）は、エアーの吸引・噴出と弱い重力場によって乗員を移動させる。
背部両側のラウンドグローブと呼ばれる2個の球体にインパルスドライブを内蔵。これはそれぞれが2個の半球が合わさった形状をしており、根元と赤道面（赤道軸は根元軸と推力線それぞれに対して45度傾いている）の2軸回転で全天360度に主エンジンの推力を振り向けることで大推力高機動を可能にする。そのため機体各部のバーニアは比較的少ない。その都合上、熱核ジェット用のインテークが球体の赤道部分全周囲に空いており、球体がどの角度であっても大気を内部に吸入できる。この内部機構をサークル・ジェットと呼ぶ。
武装は掌のアームレーザー、右胸部上面から伸びるビークマヌーバー（巡航形態での機首〜垂直翼部分）。ブラスティーは特に前者の使用頻度が高い。マヌーバーは複合戦闘ユニットで、大口径レーザー砲、魚雷、原子放射線砲（原子砲）を内蔵。原子砲は強力すぎるため使用には細心の注意を要する。下面５箇所が魚雷ラックとなっている。マヌーバーはさらに根元から分離して反重力装置とインパルス・ドライブで推進、遠隔操作または自律行動する無人支援機とすることが出来る。本体側のマヌーバー接続・可動機構部はそのまま隠し腕となっている。
通常速度域はインパルス・ドライブで機動。恒星間航行用超光速推進機関バイアス・ドライブ（一種のブラックホール推進）を脚部に持つ。巡航・高機動形態のどちらでも超光速航行が可能で、さらに航行中の変形も可能。同機関は完全ではなく、超光速域での使用時にはパイロットの精神が高揚するという影響が出て、長時間放置すると廃人になる危険があるため、使用時操縦はオートに任せ、パイロットは睡眠剤を飲んで睡眠して過ごすのが通例である。
高速大容量コンピューターを備え、クリスティが監察庁コンピューターから過去の記録を奪取する際、選別する暇の無かった彼女は奪取可能な全データを奪ってしまう。その中には監察庁の機密データと、彼らが取得していた地球全市民の個人データまでもが入っていた。それが本機が監察庁の抹殺対象となった理由でもある。後に機密データはパンドラの作戦立案に役立つこととなる。
監察庁本来の用途は長期独立行動による外宇宙調査・偵察・遊撃・隠密工作だった。だがクリスティが奪ったことにより、太陽系解放の戦いにおいて、自由を求めて戦う人々の象徴的存在となる。
ゲーム版からのリデザイン時に変形パターンも変更され、巡航形態時には腕部・脚部を前方に配置し、胴体部は垂直にする変更がなされた。これによりゲーム版では主翼中央部にあったラウンド・グローブがHJ版では尾部となった。初期稿では爪先に収納式のスキッドが存在し自立できるデザインだったが、決定稿でスキッドが存在するかは不明。また下部垂直尾翼に収納式の4本の脚があり、着地・歩行を可能にするという案があった。
別冊ムック収録の座談会により、ブラスティーのデザインモチーフはスタートレックのエンタープライズ号だったと明かされた。
チグリフォーン (SPEX-08 CHIGURIPHONE)
純戦闘用クルーズチェイサー。巡航形態では2本の槍と後退翼の合わさった鋭角的な形状で「2次元」を象徴する機体。高機動形態では背部に2本の槍を背負い、主翼からアームを出した威圧的な人型となる。
掌のアームレーザーの他、両肩基部の大口径レーザー砲、魚雷、原子砲等を持ち、ブラスティー以上の強力な戦闘力を持つ。当時火星圏で力を増していた反抗組織パンドラの機動兵器に対抗するため、またその後の太陽系の支配のための切り札として開発された。
腰部デフレクター発生器の円筒数は6本と3隻のクルーズチェイサー中最多。また変形機構は最もシンプル。コクピットは胸部中央、単座。3隻中本機のみ高機動形態時にコクピットが収納され、間接視認となる。これらにより堅牢性が高い。
また3隻中本機のみが完全な左右対称のデザインである。手の指は6本で、小指部分が親指と同じ形状であり、掌は中心線で左右対称のデザインとなっている。
腰部底面の共通規格エアロックの他、頭頂部にもハッチがあり、乗員はそれらから内部通路を通って胸部のコクピットまで移動できる。
量産を前提としないSPEXシリーズにあって早くから量産計画が示され、エイドリアン機（黒）とマニエル機（白）の2機がいち早く実戦投入された。このほかにも、無人機バージョンの計画があった。
エイドリアンが最初に乗った機体はテスト機で黒色だった。このテスト機でエイドリアンは初めてブラスティーと接触、交戦する。後に与えられた制式機は白かったが、エイドリアンはブラスティーに自らの存在を示すために自機をテスト機同様の黒に塗り替えさせた。黒い機体の模型作例は黒鉄色に近いメタリックグレイ。連載時のセルイラストでは暗茶色で描かれた時がある。
本作用にブラスティーの対抗存在としてデザインされた機体。初期稿での初期名称は「ノクターン」であった。
コレオプテール (SPEX-09 COLEOPTER)
純戦闘用クルーズチェイサー。巡航形態では1本の槍と、土星の輪のような短い円筒形状のリング翼の合わさった流麗な形状で「1次元」を象徴する機体。高機動形態時は右下腕外側に機首ビークユニットを付け、背部に前面を開いたリング翼を背負った、T字型の頭部を持つ威圧的な人型となる。コクピットは右胸部。左胸部は共通規格のエアロックとなっている。腰部デフレクター発生器の円筒数は3本。
特徴的なリング翼は瞬間物質転送器「SPEX-12ドリーマー」と酷似している。リング翼内には高機動ユニットの他、ドリーマーと同様の跳躍射出機バイアス・ランチャーが装備されている。これはバイアス・ドライブの応用技術で、敵機の予測軌道の先に弾体を瞬間転送させるという中〜遠距離戦用装備。これにより通常ならば接近戦を行う必要が無い。バイアス・ランチャーは巡航形態・高機動形態のどちらの形態でも使用可能。
本体側にも掌のアームレーザー、ビークユニットの大口径レーザー、原子砲などの強力な武装を持つ。
本機は当初別冊用に描き下ろされたボーナス機体とのことだったが、その後正式に本編に登場した。
エリクセン (SPEX-13 ELIXEN)
グレゴリィ将軍が冥王星軌道上の秘密基地で極秘裏に建造させた、太陽系唯一のクルーズエスコーター（CLUISE ESCORTER 巡航邀撃機）であり、彼が大勢の人々を支配するための切り札でもある。全チェイサー中唯一「E」段階の頭文字を持つ、監察庁最新・最強の最終兵器。
左右2枚の垂直に並んだ長大な主翼（バイアス・ドライブ・ユニット）の間に中央船体があり、高機動形態では中央船体が2本の腕と6本の脚を持つ人型に似た異形の形態となる。大きく張り出した背部から左右主翼と繋がっている。巡航形態時は手足を収縮し、腕部は前方に、脚部は後方に配置した宇宙艇型。ブラスティーより一回り大きい。カラーリングは青と白のツートン。
頭部は上面が後方斜め上に長く伸び、前端から左右にカナードが生えている。頭部上面がコクピットになっている。タンデム複座で、前席がパイロット、後席がコ・パイロット用である。ただし、もともと本機は将軍と自らに忠実なパイロットのみを載せるために設計されているため、後席はシートが無く、将軍の車椅子を接続してシートとする。
通常のチェイサーがインパルス・ドライブで推進するのに対し、本機は速度0から超光速までの全速度領域においてバイアス・ドライブのみで推進する、完全なバイアス・ドライブ・シップとなっている。超光速機動により一瞬で敵弾を回避したり、敵機の射角外の位置を取り続けて一方的に攻撃し続けることが出来る。
通常のクルーズチェイサー装備の他、コレオプテールのバイアス・ランチャーをさらに進化させたバイアス・フチクチャー（跳躍探査魚雷）を装備している。敵機の予測軌道に跳躍射出するだけでなく、魚雷自体が敵機に向けて誘導しながら超光速推進する仕組みとなっている。
これら装備により通常速度域の敵機に対しては「ほぼ無敵」であり、これに対抗するには同じくバイアス・ドライブを持つ機体が超光速域で戦うしかない。
巡航・高機動形態のどちらでも超光速航行が可能で、さらに航行中の変形も可能、またバイアス・ドライブの超光速航行は長時間続けると精神高揚が起きる欠陥がある、等の点はブラスティーと同様である。
さらにブラスティー同様の高速大容量コンピューターを備えており、その機体性能と合わせて、エリクセン唯一隻で数万人の人間を管理・支配することができる。
ゲーム版にも同名機体が存在するが、デザインは大幅に変更されている。
アクティブ・マヌーバー (ACTIVE MANUEVER)
火星の反監察庁抵抗組織「パンドラ」が、打倒監察庁の主力として開発した、チェイサーに匹敵する性能の戦闘兵器。チェイサーと同様に反重力機関で浮遊し、核融合推進インパルスドライブで推進する。またレーザー砲、腰部ポイント・デフレクター等も備える。監察庁のチェイサーを超える戦闘能力を持つが、最新鋭機クルーズチェイサーに比べると小さく、戦闘力もやや劣る。巨大な背部推進ユニットを持った人型をしている（基本的に足首を持ち、接地・歩行が可能）、有視界コクピットを左胸に持つ、などの共通点がある。
アールド (ARELD)
パンドラが最初に開発したAM。監察庁が初めて実用化した戦闘チェイサーSPEX-01アールドの設計図とプロトタイプを設計者のアキーラ博士自身が持ち出し、発展させたもの。巨大な亀虫の甲羅型の推進ユニットを背部に持つ人型をしている。手足を外せばSPEX-01アールドに酷似している。頭部はキャノピー状の楔形の下に目のようなセンサーがあるが、人間でいう鼻〜顎にかけての部分が無く、すぐ首関節になるという特異な形状。
軽快な運動性能を持つ戦闘機。武装は右肩部レーザー砲、ミサイル等。右肩部にガトリング砲を装備しているバージョンもある。右肩部主武装は固定式で射角が狭いのが欠点。
パンドラは戦闘機であるアールドを「映画制作用の模擬機」と偽り、撮影と称して堂々と輸送や訓練等の運用をしていた。実際パンドラの表の顔である映画撮影用として、虎縞模様に塗られたアールドがアクション映画に使用された。他に赤白ツートン・玉虫色（ダークグリーン）などの塗装の機体が存在する。
ゲーム版のアグレスのリデザイン機体。初期稿では複座で人型部分と背部機動ユニットとに分離・合体する機能があった。
なお、名前のみの存在として、アールドの改良型・バールド (BRELD)が出てくる。
ノクターン (KNOCKTURN)
最新鋭AM。アールドの発展型として設計された機体で、よりハイパワー・ハイスピード化を追究した結果機体は大型化したが、より高速度を得ることが可能になった。背部が巨大な箱型のインパルスエンジンユニットとなっており、大推力高機動と強力な武装を運用することが可能。主ノズルは両端の2基が後方を向き、その間の1基は斜め下方を向いている。下方ノズルブロックの右側面からは駐機時に背部を支える支持脚が1本伸びている。箱型の背部最後部からは4枚の安定翼が生えている。脛は細く、ランディングギア的なデザイン。
武装は右肩部大口径レーザー砲、手持ちガトリング砲、ミサイル、シールドなど。肩部主武装はアールドの欠点だった固定式から可動式に修正され、さらに左肩にもマウントラッチを増設、ビーム砲またはシールドの取り付けを可能にした。さらに胴体に魚雷、腰部にミサイルポッドを装備しての重武装出撃も可能になった。
パンドラパイロットの中でもエースや指揮官レベルの者に与えられた。フレディの兄ジョンはその一人であり、監察庁パイロット達から怖れられていた。
ゲーム版のD. Dのリデザイン機体。初期稿では分離機能無しの複座機となっていた。
CKZ-R
ノクターンの発展型と見られる試作型AM。ノクターンに似ているが若干スマートな他、下半身が魚のそれのような巨大な一枚の機動ユニットと先端の尾びれのような安定翼になっており、まるで人魚のような外観を持つ。パンドラからの依頼で、クリスティがテストパイロットとして搭乗する。カラーリングはダークグリーン。
ビジランティ (VIGILANTE)
アキータ博士がブラスティーの影響を受けて開発した試作機で、種別はクルーズセプター (CLUISE CEPTER) とされているが詳細は不明。
外観はブラスティーに酷似しているが、若干マッシブなプロポーションになっている。変形システムが簡略化されたことにより変形スピードは増した。反面高機動形態時の機動性にやや問題がある。
機首ビークユニットが胸部中央を貫通していて回転伸長する、機首内部にコクピットがある、腹部から左右に割れて腰部と脚部を主翼にする、足首を兼ねる安定翼・頭部旋回式レーザー砲・手持ちライフルを持つ、様々な中間形態を取れる、などの独自の特徴がある。
本機はモデラー揚田幸夫が別冊にて発表したオリジナルデザインの作例モデルで、本編には未登場。
クルーズ・ディレクター
AM用の追加装備。巨大な巡航用インパルスエンジンユニットで、AMの背部に接続。AMを惑星間巡航させる。接続するとまるで小型巡洋艦の先端にAMが付いたような外観になる。ミサイルランチャー等の追加武装を装備。パンドラAM部隊の長距離侵攻作戦において使用される。

### プラモデル（ホビージャパン版）
マックスファクトリーより2025年3月にホビージャパン版ブラスティーのプラモデル「PLAMAX SPEX-07 ブラスティー」が発売予定。販売はグッドスマイルカンパニー。クルーズフォームからスペシャルフォームへの変形を一部差し替えで実現し、グッドスマイルカンパニー公式通販のみのオリジナル商品として両形態を同時にディスプレイできる2体セット「PLAMAX SPEX-07 ブラスティー 2フォームセット」も発売される。

## 小説（ソノラマ文庫版）
ソノラマ文庫（朝日ソノラマ）より発売。著者は堀口滋。HJ版よりさらにフレディの成長とメカニックの活躍とが大きく描かれている。
1. クルーズチェイサー ブラスティー〔前編〕
1990年 ISBN 4-257-76529-1
2. クルーズチェイサー ブラスティー〔後編〕
1991年 ISBN 4-257-76549-6
3. クルーズチェイサー ブラスティー2
1992年 ISBN 4-257-76595-X

### あらすじ
クルーズチェイサー ブラスティー
22世紀。恒星間航行を実現した人類は、他星系の惑星に居住地を求め、開拓に乗り出していた。だが五十年前に太陽系から5.9光年離れたバーナード星系へ旅立った開拓団からの通信が途絶。宇宙軍は調査のため、超光速理論に基づいて完成されたバイアス・ドライブを持つ最新鋭のクルーズチェイサー「ブラスティー」を含む調査艦隊を派遣する。しかし本隊に先行して惑星「エディプス」へ到着したブラスティーを待ち受けていたのは、開拓団の人々ではなく、異星人同士の戦闘行為だった。ブラスティーは運悪くそれに巻き込まれてしまう。
クルーズチェイサー ブラスティー2
「エディプス作戦」から帰還したフレディは、地球軌道上の航路管理部に配属され、民間機相手の交通整理に忙しい毎日を送っていた。そんなある日、フレディは新型クルーズチェイサー「クラ・カナール」と偶然遭遇する。クラ・カナールは次期主力チェイサーとして配備計画が推進されており、その中心人物であるシルバー大佐と彼が率いる「ガンマ40」部隊に、フレディはブラスティー共々勧誘される。しかし、フレディは「ある人物」との再会をきっかけにシルバーに強烈な反発を覚え、ガンマ40にクリスティが配属されたのを知りながら話を断ってしまう。そして彼は新たに配属されたパートナー、スカイと共にブラスティーで宇宙軍の大規模演習「トルネード・カムズ」に参加する。一方、自らの計画の邪魔になるブラスティーがの入手に失敗したシルバーは、演習に紛れて妨害にかかる。

#### 主な勢力
宇宙軍
地球の宇宙軍。強力な兵器クルーズチェイサーを使用する。バイアス・ドライブを得て宇宙に雄飛しようという矢先に異星人と遭遇し、少なからず動揺する。
ケンタウラー
バーナード星系惑星エディプスの調査団を突如襲撃した謎の勢力。戦闘円盤を使用する。エディプスに基地を建設しつつある。
ゴッサマー
ケンタウラーと敵対する謎の勢力。独自の宇宙・未来観を持ち、未来予定図「チャート」を使って行動する。

#### 主な登場人物
フレディ・ファルコ
ソノラマ文庫版の主人公。
『クルーズチェイサー ブラスティー』においてはブラスティーのコ・パイロット。半ば成り行きでブラスティーに乗り組んでしまったためか、当初は緊張感に欠けていた。
その後、惑星エディプスでの経験を経てたくましく成長し、『クルーズチェイサー ブラスティー2』ではチーフ・パイロットとなった。また、前作の戦いでカツラウから譲り受けた「ソール」をかなりの腕で使いこなす。
クリスティ・ベネット
ブラスティーのチーフ・パイロット。周囲を気にしない、非常にマイペースな性格で常にフレディを振り回す。ぼんやりしているようだが、宇宙船の操縦に関しては動物的とも言える鋭い感覚を持ち、ブラスティーのテスト・パイロットも務めていた。
『クルーズチェイサー ブラスティー2』では、前作の一件で騒動を起こし降格されている。その後、ガンマ40に配属され、クラ・カナールのパイロットを務める。演習ではフレディと対決する事になる。
スカイ・アミック
『クルーズチェイサー ブラスティー2』にて登場。フレディの下に新たに配属された、ブラスティーのコ・パイロット。小柄で黒いショートカットの美少女。真面目な性格で、逞しく“なってしまった”フレディに振り回されてしまう。育った境遇ゆえにシルバーから目を付けられる。
サトル・シルバー大佐
『クルーズチェイサー ブラスティー2』にて登場。影響力を拡大している精鋭部隊ガンマ40の隊長。目的を遂げるためには他人の命をも平然と犠牲にする非情な人物。クラ・カナールを宇宙軍の主力チェイサーにしようと目論むが、目的は自身の野望のため、クラ・カナールを使用したある計画を推進することだった。計画の障害となり得るブラスティーを手中に収めようとしたが、フレディが勧誘を断ったため、演習中のどさくさに紛れて破壊しようと画策する。
マツモンジ少佐
『クルーズチェイサー ブラスティー2』にて登場。ガンマ40副隊長。シルバーに忠実で計画の同志でもある。フレディを最近では珍しい本物の戦士として認め、あえて白兵戦闘を望み強化装甲服D.D.Sで戦いを挑む。シルバーの命を受け、スカイを引き連れてある目的でクラ・カナールで長距離航海に出ようとする。
カツラウ
異星文明「ゴッサマー」に属する異星人。操縦能力、白兵能力共に秀でた歴戦の勇士。装甲服に身を包み、「ソール」と呼ばれる刀剣状の武器を用いて突如調査隊を襲撃。黄緑色の肌、縦に二つ並んだ鼻の穴、人間でいう白目部分がオレンジ色をしている等の種族的特徴がある。黒い角刈りの髪、筋肉質で戦士の体形。狡猾でふてぶてしい性格。翻訳機による会話で、彼曰く、ケンタウラーは宇宙の侵略者で、ゴッサマーはそれと敵対するものだと主張する。戦士になる前は農民をしていたという。成り行きでフレディと共に行動することになる。

### メカニック
基本的にHJ版と同一のデザイン・機能だが、ブラスティーは細部がやや鋭角的になっている。またバイアス・ランチャー、バイアス・フチクチャー、エリクセンの超光速機動能力は劇中で触れられず、存在するかは不明。HJ版ではクルーズチェイサーは基本的にワンオフ機という設定だが、ソノラマ版ではブラスティー以外は複数機が建造されているという設定。チグリフォーンとコレオプテールは戦闘艦として量産されている。また人型高機動戦闘形態はストライク・フォームと呼称される。

#### クルーズチェイサー ブラスティーにて登場
ブラスティー
宇宙軍所属の追撃戦闘艦（クルーズチェイサー）。バイアス・ドライブを搭載した実験艦としての性格が強いが、恒星間航行能力と強力な戦闘能力を買われて調査部隊へ配属された。通常航行形態では流麗なフォルムのクルーザーだが、戦闘時には人型のストライク・フォームに変形する。普段は巨大な艦体部を接続・曳航しているが、必要に応じて分離して戦闘する。ブラスティー級は宇宙軍の戦闘艦中最速のバイアス・ドライブを持つため高価であり、それが量産への障害となっている。
キャビンにあるコーヒーメーカーがなぜか吹き零れるという欠陥がある。
本作ではHJ版で使われなかったビークマヌーバーの分離・独立活動機能が、支援機・訓練用目標・手持ち武装兼自動砲塔・予備推力など様々に活用されている。
『クルーズチェイサー ブラスティー2』ではフレディの乗機となっている。
エリクセン
宇宙軍の高機動艦艇としては最大のもの。バイアス・ドライブを搭載し、物資の輸送やチェイサーの母艦としても運用される。艦体表面に多数のクルーズチェイサーを接続・曳航し輸送することが可能。ネームシップ「エリクセン」の他に、同型艦「マゼラン」「エステバーン」「アンドロメダ」の計4隻がエディプス作戦に投入された。
チグリフォーン
宇宙軍のクルーズチェイサー。ブラスティーを凌ぐ戦闘能力を持つが、その分操縦も厳しいと言われる。戦闘時にはブラスティー同様にストライク・フォームに変形する。バイアス・ドライブは搭載されないため、恒星間移動時はエリクセンに曳航される。
『クルーズチェイサー ブラスティー2』でも引き続き登場している。
コレオプテール
宇宙軍のクルーズチェイサー。リング状の主翼が外観上の大きな特徴。やはり戦闘時にはストライク・フォームに変形する。ブラスティーとチグリフォーンの中間的な操縦特性を持つ。これも恒星間移動時にはエリクセンに曳航される必要がある。
アクティブ・マヌーバー
宇宙軍のクルーズチェイサーに搭載されている小型の無人戦闘機。母機からの遠隔操作やプログラム・自律判断によって活動できる。偵察や攻撃補助などに使用される。HJ版と異なり人型ではなく、亀虫の甲羅に似た形状。
ケンタウラーの戦闘円盤
惑星エディプス調査隊を襲撃した、謎の勢力「ケンタウラー」の戦闘兵器。チェイサー同様の強力な戦闘力を持つ。大はチェイサークラス、小は数 mサイズまで、大小様々なクラスが存在する。主にメタリックな円盤状のデザイン。
バイアス・ドライブ
地球側が開発した超光速エンジン。HJ版とは異なり、当初は光速を越える予定だったが、作品の途中で光速に限りなく近づけるが超えることが出来ない事が判明する。カツラウが言うにはどの文明の同様の機関もすべて光速を超えることができず、それゆえにチャートのような存在が必要となるらしい。使用される部品の精度や材質などによって発揮できる最高速度が機種ごとに異なり、ブラスティーは最高速を誇る。その差は光速とのパーセンテージ表記ではわずかだが、実際の航行日数に数十日もの差が生じる。
ブラスティー2
ケンタウラーの小型円盤を回収・改造し、ソールの鞘と接続することで操縦できるようにしたもの。直径数 mサイズのベーゴマ型。上面の縁の周囲に小型の安定翼がスクリューのように生えている。
ある事情でブラスティーを使用できなくなったフレディとカツラウの二人が、その代用として使用した。命名はカツラウによる。
本体には武装が無く、操縦をカツラウがソールの鞘で、攻撃と防御を上部に立ったフレディがソールによって行う。フレディが立ってソールを振るうために、漁船の先端のような前方に伸びる手すり付きデッキが上面前方に追加されている。二人が漁師よろしく息を合わせながら操り、ケンタウラー相手に奮戦する。
ソール
ゴッサマーの戦士が持つ接近戦用武装。幅広で緩く湾曲した長剣で、黒い刀身に黄緑色に光るエネルギー波を発生させることができるエネルギー剣。エネルギーを刀身にまとわせて剣として切断に使うだけでなく、左右に振ることで防御シールドを発生させレーザーや実体弾を防いだり、振り抜くことでエネルギー波を飛ばして遠距離攻撃も出来る、非常に強力な兵器。習熟すれば銃器を持った兵士に対しても互角に戦うことができる。それら操作はグリップにあるレバーとボタン群によって行う。鞘とセットであり、鞘とベルトによって腰に繋いで装備する。使用後鞘に収納して充電する。
チャート
ゴッサマーの戦士たちが持つ、立体映像式の未来予定表であり、普段はソールのグリップの中にパーツが収納されている。
ゴッサマーの思想では宇宙の未来の流れはある程度決まっており、チャートはそれら未来予定の相関図を立体映像の形でまとめたものである。宇宙の立体地図と時系列ごとの予定事象、さらにそれが分岐したものが重なるため、非常に複雑。
チャートには宇宙の様々な未来予定と、それぞれの場合のゴッサマーの行動予定が書き込まれている。ゴッサマーは広大な宇宙で行動する際に味方同士の連絡が取りづらいので、これを常に見ながら作戦行動するという。状況が別の分岐のものになれば随時行動予定は変更され、不測の事態が起これば新たな予定が書き込まれる。
入手した地球側は解読を試みるが、元の概念からして非常に難解な物で解読には苦労の連続だった。それでも解読した情報の一端から、地球側はある非常に重要な情報を得る。
エイビアーン
ゴッサマーの高機動戦闘艇。クルーズチェイサーと違い可動部分は無いが、ブラスティーやチグリフォーンに勝るとも劣らぬ強力な機体。上から見ると左右が張り出したコの字型の船体を持ち、それら左右船首に武装であるレーザー砲が集中配置されている。機体各部からトゲ状のパーツが生えている。機体下面から伸びたブームの先端にはアンテナ状のパーツが付いている。
ゴッサマーの宇宙艦艇
ゴッサマーの軍隊の使う艦艇。戦艦・巡洋艦などが存在。全体がハリネズミのようにトゲ状のパーツや武装で覆われている。

#### クルーズチェイサー ブラスティー2にて登場
クラ・カナール
宇宙軍の最新鋭クルーズチェイサーで、先端部は特に細長く、中央部は平べったく、尾部が膨らんでいるため、柄の無い剣のような形状をしている。全長90 mの大型チェイサーでありながら機動性が高く、武装も強力。先尾翼や短い前進主翼に見える部分の後端の他、機体各所にインパルス・ドライブユニットが多数あり、それらによりサイズからは想像できない程の高機動が可能。
さらにバイアス・ドライブも搭載するが、コスト優先のため恒星間航行能力はブラスティー級より劣る。中央部と漏斗型の尾部バイアス・ドライブ・ユニットの間に関節があり、尾部を振ることで姿勢制御やバイアス・ドライブの推力方向を変化させることができる。
コクピットは中央部上部。高機動形態ではブラスティーのように人型には変形しないが、尾部に収納した4本のフレキシブルアームを展開する。アームは根元から尾部の円周レール上を自由に移動できる。アームの掌部分にはアームレーザーを装備。
隊長機がコンピューター制御により他の機体やポッドを遠隔誘導・制御することができる誘導システムを持つ。シルバーの強力な後押しにより次期主力チェイサーの座をほぼ手中に収めているが、それは単に高性能だからという訳ではなかった。
演習ではクリスティの駆る機体（開発資金集めのためにスポンサー企業ロゴを多数貼り付けたデモ用機）がブラスティーと対決。クリスティは機体自体を剣のように振り回して格闘戦を行い、フレディに肉迫する。
クラ・カナール・ポッド
クラ・カナールを収納して輸送する大型母機。リボルバー拳銃の弾倉を巨大にしたような円筒形の外観。6機のクラ・カナールを収納・輸送することができる。
ヘスティア
ブラスティー級2番艦。ブラスティーと性能は同じだが、デザインがやや優美で女性的なラインに変更されている。ブラスティー級は高価なため、現在のところブラスティーとこのヘスティアの2隻のみである。
ドミストリィ
宇宙軍で最も数多く配備されているチェイサーだが、旧式化が進み、第一線からは退きつつある。